# Мюрюс
Мюрюс — пресноводное озеро на территории Петровского и Гирвасского сельских поселений Кондопожского района Республики Карелии.

## Общие сведения
Площадь озера — 1 км². Располагается на высоте 130,3 метров над уровнем моря.
Форма озера овальная. Берега каменисто-песчаные, преимущественно заболоченные.
С западной стороны из озера вытекает безымянная протока, впадающая в озеро Черанга — исток одноимённой реки, впадающей в реку Суну.
К западу от озера проходит автодорога местного значения.
Населённые пункты вблизи водоёма отсутствуют.
Код объекта в государственном водном реестре — 01040100211102000018132.